# Hồng Dân
Hồng Dân là một xã thuộc tỉnh Cà Mau, Việt Nam.

## Địa lý
Xã Hồng Dân có vị trí địa lý:
- Phía đông giáp xã Ninh Quới
- Phía tây giáp xã Vĩnh Lộc và xã Ninh Thạnh Lợi
- Phía nam giáp xã Phước Long và xã Vĩnh Phước
- Phía bắc giáp thành phố Cần Thơ.

Xã Hồng Dân có diện tích 124,92 km², dân số năm 2024 là 50.194 người, mật độ dân số đạt 401 người/km².

## Lịch sử
Ngày 18 tháng 4 năm 1963, một phần đất của quận Phước Long được tách ra và hợp với một phần đất của quận Long Mỹ để thành lập thêm quận mới có tên là quận Kiến Thiện. Quận lỵ quận Kiến Thiện đặt tại Ngan Dừa, về mặt hành chánh lúc bấy giờ ấp Ngan Dừa thuộc xã Vĩnh Lộc.
Năm 1958, xã Lộc Ninh thuộc tổng Thanh Yên và xã Ninh Hòa thuộc tổng Thanh Bình, quận Phước Long.
Năm 1963, xã Lộc Ninh và xã Ninh Hòa thuộc tổng Thiện Hạnh, quận Kiên Thiện.
Sau năm 1975, xã Lộc Ninh và xã Ninh Hòa thuộc huyện Hồng Dân, tỉnh Bạc Liêu.
Ngày 20 tháng 9 năm 1975, Bộ Chính trị ban hành Nghị quyết số 245-NQ/TW về việc hợp nhất tỉnh Bạc Liêu, tỉnh Cà Mau và 2 huyện An Biên, Vĩnh Thuận (ngoại trừ 2 xã Đông Yên và Tây Yên) của tỉnh Rạch Giá thành một tỉnh mới, tên gọi tỉnh mới cùng với nơi đặt tỉnh lỵ sẽ do địa phương đề nghị lên.
Ngày 20 tháng 12 năm 1975, Bộ Chính trị ban hành Nghị quyết số 19/NQ về việc hợp nhất tỉnh Bạc Liêu và tỉnh Cà Mau thành một tỉnh mới, tên gọi tỉnh mới cùng với nơi đặt tỉnh lỵ sẽ do địa phương đề nghị lên.
Ngày 24 tháng 2 năm 1976, Chính phủ Cách mạng Lâm thời Cộng hòa miền Nam Việt Nam ban hành Nghị định số 3/NQ/1976 về việc hợp nhất tỉnh Bạc Liêu và tỉnh Cà Mau thành một tỉnh mới, lấy tên là tỉnh Bạc Liêu – Cà Mau. Khi đó, xã Lộc Ninh và xã Ninh Hòa thuộc huyện Hồng Dân, tỉnh Bạc Liêu – Cà Mau.
Ngày 10 tháng 3 năm 1976, Chính phủ ban hành Nghị quyết về việc thành lập tỉnh Minh Hải trên cơ sở đổi tên tỉnh Bạc Liêu – Cà Mau. Khi đó, xã Lộc Ninh và xã Ninh Hòa thuộc huyện Hồng Dân, tỉnh Minh Hải.
Ngày 25 tháng 7 năm 1979, Hội đồng Bộ trưởng ban hành Quyết định số 275-CP về việc:
- Chia xã Lộc Ninh thành xã Lộc Ninh A và xã Lộc Ninh B.
- Chia xã Ninh Hòa thành xã Ninh Hòa và xã Hòa Lợi.
- Thành lập thị trấn Ngan Dừa – thị trấn huyện lỵ của huyện Hồng Dân trên cơ sở một phần của xã Vĩnh Lộc và một phần của xã Lộc Ninh.

Ngày 14 tháng 2 năm 1987, Hội đồng Bộ trưởng ban hành Quyết định số 33B-HĐBT về việc:
- Tách một phần diện tích và dân số của xã Phước Long để sáp nhập vào xã Hòa Lợi.
- Thành lập xã Lộc Ninh trên cơ sở xã Lộc Ninh A và xã Lộc Ninh B.

Sau khi phân vạch, điều chỉnh địa giới hành chính:
- Xã Hòa Lợi có 2.779 ha đất và 6.325 người.
- Xã Lộc Ninh có 5.531 ha đất và 9.612 nhân khẩu

Ngày 9 tháng 11 năm 1990, Ban Tổ chức – Cán bộ của Chính phủ ban hành Quyết định số 483/QĐ-TCCP về việc sáp nhập xã Hòa Lợi vào xã Ninh Hòa.
Ngày 6 tháng 11 năm 1996, Quốc hội ban hành Nghị quyết về việc chia tỉnh Minh Hải thành tỉnh Bạc Liêu và tỉnh Cà Mau. Khi đó, xã Ninh Hòa thuộc huyện Hồng Dân, tỉnh Bạc Liêu.
Ngày 25 tháng 9 năm 2000, Chính phủ ban hành Nghị định số 51/2000/NĐ-CP về việc:
- Thành lập huyện Phước Long thuộc tỉnh Bạc Liêu.
- Thị trấn Ngan Dừa, xã Lộc Ninh, xã Ninh Hòa thuộc huyện Hồng Dân.
- Thành lập thị trấn Ngan Dừa – thị trấn huyện lỵ của huyện Hồng Dân.

Tính đến ngày 31/12/2024:
- Thị trấn Ngan Dừa có 6 ấp: Bà Hiên, Bà Gồng, Trèm Trẹm, Nội Ô (gồm 4 khu: 1A, 1B, 2, 3), Thống Nhất, Xẻo Quao.
- Xã Lộc Ninh có 9 ấp: Bà Ai I, Bà Ai II, Bình Dân, Cai Giảng, Đầu Sấu Đông, Đầu Sấu Tây, Kinh Xáng, Phước Hòa, Tà Suôl.
- Xã Ninh Hòa có 9 ấp: Ninh An, Ninh Định, Ninh Phước, Ninh Thạnh I, Ninh Thạnh II, Tà Ben, Tà Ky, Tà Óc, Vĩnh An.

Ngày 12 tháng 6 năm 2025, Quốc hội ban hành Nghị quyết số 202/2025/QH15 về việc sắp xếp đơn vị hành chính cấp tỉnh (nghị quyết có hiệu lực từ ngày 12 tháng 6 năm 2025). Theo đó, sáp nhập tỉnh Bạc Liêu vào tỉnh Cà Mau.
Ngày 16 tháng 6 năm 2025, Ủy ban Thường vụ Quốc hội ban hành Nghị quyết số 1655/NQ-UBTVQH15 về việc sắp xếp các đơn vị hành chính cấp xã của tỉnh Cà Mau năm 2025 (nghị quyết có hiệu lực từ ngày 16 tháng 6 năm 2025). Theo đó, thành lập xã Hồng Dân thuộc tỉnh Cà Mau trên cơ sở toàn bộ 15,62 km² diện tích tự nhiên, quy mô dân số là 13.838 người của thị trấn Ngan Dừa; toàn bộ 50,29 km² diện tích tự nhiên, quy mô dân số là 13.234 người của xã Lộc Ninh và toàn bộ 59,01 km² diện tích tự nhiên, quy mô dân số là 23.122 người của xã Ninh Hòa thuộc huyện Hồng Dân, tỉnh Bạc Liêu.
Xã Hồng Dân có 124,92 km² diện tích tự nhiên và quy mô dân số là 50.194 người.